# Robert Feldhoff
Robert Feldhoff (* 16. Juli 1962 in Schorndorf; † 17. August 2009 in Oldenburg) war ein deutscher Science-Fiction-Autor.
Feldhoff lebte ab 1964 in Oldenburg. Er studierte Wirtschaftswissenschaften und wurde bekannt als Autor der Science-Fiction-Serie Perry Rhodan, für die er 1987 sein erstes Taschenbuch veröffentlichte (und sein Studium danach abbrach). Als sogenannter Exposé-Autor entwickelte er von 1993 bis 1999 an der Seite von Ernst Vlcek, ab 1999 bis 2009 federführend den groben Handlungsstrang der Serie, der die Geschichten des Autorenteams mit einem roten Faden versieht. 1998 wurde sein Roman Grüße vom Sternenbiest vom Science Fiction Club Deutschland e. V. mit dem Deutschen Science Fiction Preis ausgezeichnet. Zudem schuf er in Kooperation mit dem Zeichner Dirk Schulz die Comic-Serien Indigo und Chiq & Chloe.
Im Jahr 2009 zeichnete sich eine schwere Krebserkrankung ab, so dass er die Exposéerstellung der Perry-Rhodan-Serie mit Band 2504 an Uwe Anton abgeben musste. Am 17. August 2009 erlag er im Alter von 47 Jahren seiner Krankheit.

## Bibliographie

### Perry-Rhodan-Heftromane
| - Die Harmonie des Todes (1328), Heinrich Bauer Verlag KG, Hamburg 1987, DNB 1031071997. - Der Spion von Kumai (1341), Heinrich Bauer Verlag KG, Hamburg 1987, DNB 1031072004. - Die schwarzen Schiffe (1352), Heinrich Bauer Verlag KG, Hamburg 1987, DNB 1031072470. - Abschied der Vironauten (1360), Heinrich Bauer Verlag KG, Hamburg 1987, DNB 1031072012. - Die Werber des Hexameron (1376), Heinrich Bauer Verlag KG, Hamburg 1988, DNB 1031072489. - Der rote Hauri (1377), Heinrich Bauer Verlag KG, Hamburg 1988, DNB 1031072497. - Die Tore DORIFERS (1390), Heinrich Bauer Verlag KG, Hamburg 1988, DNB 1031072500. - Der Sänger und die Mörder (1397), Heinrich Bauer Verlag KG, Hamburg 1988, DNB 1031072519. - Barriere im Nichts (1406), Heinrich Bauer Verlag KG, Hamburg 1988, DNB 103269081X. - Die Spur des Propheten (1415), Heinrich Bauer Verlag KG, Hamburg 1988, DNB 1032690836. - Wächter der BASIS (1428), Heinrich Bauer Verlag KG, Hamburg 1989, DNB 1032690844. - Die Bionten von Kyon (1436), Heinrich Bauer Verlag KG, Hamburg 1989, DNB 1032690852. - Die Siragusa-Formeln (1451), Heinrich Bauer Verlag KG, Hamburg 1989, DNB 1032691417. - Bomben für Topsid (1457), Heinrich Bauer Verlag KG, Hamburg 1989, DNB 1032691425. - Operation Brutwelt (1462), Heinrich Bauer Verlag KG, Hamburg 1989, DNB 1032691433. - Museum der Archäonten (1471), Heinrich Bauer Verlag KG, Hamburg 1989, DNB 1032691441. - Keine Chance für Raumfort Choktash (1481), Heinrich Bauer Verlag KG, Hamburg 1990, DNB 103269145X. - Transit nach Terra (1491), Heinrich Bauer Verlag KG, Hamburg 1990, DNB 1032691468. - Das dunkle Netz (1492), Heinrich Bauer Verlag KG, Hamburg 1990, DNB 1032691476. - Krisenfall Topsid (1503), Heinrich Bauer Verlag KG, Hamburg 1990, DNB 1013907841. - Der heimliche Rebell (1512), Heinrich Bauer Verlag KG, Hamburg 1990, DNB 1015222927. - Das Symbol der Taube (1519), Heinrich Bauer Verlag KG, Hamburg 1990, DNB 1016531796. - Rückkehr in die Provcon-Faust (1529), Heinrich Bauer Verlag KG, Hamburg 1990, DNB 1018503846. - Sturm in der Dunkelwolke (1530), Heinrich Bauer Verlag KG, Hamburg 1990, DNB 1018982361. - Das himmlische Stück (1541), Heinrich Bauer Verlag KG, Hamburg 1991, DNB 1021217972. - Voltago der Diener (1546), Heinrich Bauer Verlag KG, Hamburg 1991, DNB 102197157X. - Tolots Terror (1552), Heinrich Bauer Verlag KG, Hamburg 1991, DNB 1023123037. - Die Bionten von Drumbar (1557), Heinrich Bauer Verlag KG, Hamburg 1991, DNB 1024350363. - Die Auserwählten (1567), Heinrich Bauer Verlag KG, Hamburg 1991, DNB 1021774359. - Der Gesang des Lebens (1575), Heinrich Bauer Verlag KG, Hamburg 1991, DNB 1027795498. - Rebellion der Sterblichen (1587), Heinrich Bauer Verlag KG, Hamburg 1991, DNB 1030359709. - Flugziel Dorifer (1594), Heinrich Bauer Verlag KG, Hamburg 1991, DNB 1033398446. - Blick in die Zukunft (1595), Heinrich Bauer Verlag KG, Hamburg 1991, DNB 1033398454. - Der Spieler und die Kartanin (1606), Heinrich Bauer Verlag KG, Hamburg 1991, DNB 1034414755. |  | - Im Leerraum gestrandet (1607), Heinrich Bauer Verlag KG, Hamburg 1992, DNB 1034414763. - Die Akonin (1617), Heinrich Bauer Verlag KG, Hamburg 1992, DNB 1034414771. - Qeyonderoubos Aufstieg (1626), Heinrich Bauer Verlag KG, Hamburg 1992, DNB 103441478X. - Die Arcoana am Scheideweg (1627), Heinrich Bauer Verlag KG, Hamburg 1992, DNB 1034414798. - Schach der Blauen Schlange (1635), Heinrich Bauer Verlag KG, Hamburg 1992, DNB 1034414801. - Operation Draco (1645), Heinrich Bauer Verlag KG, Hamburg 1993, DNB 103441481X. - Projekt Coma (1649), Heinrich Bauer Verlag KG, Hamburg 1993, DNB 1034414828. - Lyndaras Kämpfer (1658), Heinrich Bauer Verlag KG, Hamburg 1993, DNB 1034638750. - Die Früchte des Wissens (1667), Heinrich Bauer Verlag KG, Hamburg 1993, DNB 1034638769. - Die Türme von Canaxu (1668), Heinrich Bauer Verlag KG, Hamburg 1993, DNB 1034638777. - Durchgang zur Spiegelwelt (1677), Heinrich Bauer Verlag KG, Hamburg 1993, DNB 1034638785. - Fremde auf Titan (1687), Heinrich Bauer Verlag KG, Hamburg 1993, DNB 1034638793. - Joker Nummer Sieben (1688), Heinrich Bauer Verlag KG, Hamburg 1993, DNB 1034638807. - Möbius (1700), Heinrich Bauer Verlag KG, Hamburg 1994, DNB 1037816056. - Attacke der Abruse (1707), Heinrich Bauer Verlag KG, Hamburg 1994, DNB 1037816064. - Geheimsache Gender (1708), Heinrich Bauer Verlag KG, Hamburg 1994, DNB 1037816072. - Utiekks Gesandte (1721), Heinrich Bauer Verlag KG, Hamburg 1994, DNB 1037816080. - Abrutians Boten (1722), Heinrich Bauer Verlag KG, Hamburg 1994, DNB 1037816099. - Avanatas Armada (1732), Heinrich Bauer Verlag KG, Hamburg 1994, DNB 1037816102. - Countdown für KOROMBACH (1742), Heinrich Bauer Verlag KG, Hamburg 1995, DNB 1037816110. - Karawane der Verzweifelten (1750), Heinrich Bauer Verlag KG, Hamburg 1995, DNB 1037816137. - Der Maschinenmensch (1758), Heinrich Bauer Verlag KG, Hamburg 1995, DNB 1037816153. - Endreddes Bezirk (1769), Heinrich Bauer Verlag KG, Hamburg 1995, DNB 103781617X. - Endreddes Gesetz (1770), Heinrich Bauer Verlag KG, Hamburg 1995, DNB 1037816196. - Der brennende Mond (1780), Heinrich Bauer Verlag KG, Hamburg 1995, DNB 1037816218. - Das Reparaturgehirn (1786), Heinrich Bauer Verlag KG, Hamburg 1995, DNB 1037816234. - Ende einer Ewigkeit (1790), Heinrich Bauer Verlag KG, Hamburg 1995, DNB 1037816250. - Zeitraffer (1800), Heinrich Bauer Verlag KG, Hamburg 1996, DNB 1046401793. - Die Herreach (1801), Heinrich Bauer Verlag KG, Hamburg 1996, DNB 1046401777. - Unter dem Galornenstern (1814), Heinrich Bauer Verlag KG, Hamburg 1996, DNB 1046401920. - Regenten der Träume (1823), Heinrich Bauer Verlag KG, Hamburg 1996, DNB 1046401858. - Flucht durch Bröhnder (1827), Heinrich Bauer Verlag KG, Hamburg 1996, DNB 104640217X. (gemeinsam mit Peter Griese) - Der Flug der TRONTTER (1834), Heinrich Bauer Verlag KG, Hamburg 1996, DNB 1046402013. - Kontakt mit einem Killer (1835), Heinrich Bauer Verlag KG, Hamburg 1996, DNB 1046402021. |  | - Die Mittagswelt (1849), Heinrich Bauer Verlag KG, Hamburg 1997, DNB 1046401971. - Duell in der Traumblase (1859), Heinrich Bauer Verlag KG, Hamburg 1997, DNB 1046402080. - Der Traumtänzer (1867), Heinrich Bauer Verlag KG, Hamburg 1997, DNB 1046402048. - Die Stunde der Zentrifaal (1874), Heinrich Bauer Verlag KG, Hamburg 1997, DNB 1046402072. - Der Friede von Plantagoo (1875), Heinrich Bauer Verlag KG, Hamburg 1997, DNB 1046402145. - Die schiffbrüchige Stadt (1883), Heinrich Bauer Verlag KG, Hamburg 1997, DNB 1046402137. - Shaogen-Himmelreich (1890), Heinrich Bauer Verlag KG, Hamburg 1997, DNB 1046402153. - Thoregon (1900), Heinrich Bauer Verlag KG, Hamburg 1998, DNB 1046668102. - Asyl im Eismeer (1908), Heinrich Bauer Verlag KG, Hamburg 1998, DNB 1046935453. - Der Bebenforscher (1909), Heinrich Bauer Verlag KG, Hamburg 1998, DNB 1046935437. - Rekruten für Zophengorn (1926), Heinrich Bauer Verlag KG, Hamburg 1998, DNB 1046935356. - Krisenfall Robinson (1945), Heinrich Bauer Verlag KG, Hamburg 1998, DNB 1046935550. - THOREGON SECHS (1950), Heinrich Bauer Verlag KG, Hamburg 1999, DNB 1046935674. - Im Hypertakt (1959), Heinrich Bauer Verlag KG, Hamburg 1999, DNB 1046935658. - Mission des Boten (1965), Heinrich Bauer Verlag KG, Hamburg 1999, DNB 1046935763. - Der Mörderprinz (1987), Heinrich Bauer Verlag KG, Hamburg 1999, DNB 1046935828. - Die Diener der Materie (1988), Heinrich Bauer Verlag KG, Hamburg 1999, DNB 1046935895. - ES (2000), Heinrich Bauer Verlag KG, Hamburg 1999, DNB 1058082744. (gemeinsam mit Ernst Vlcek) - Radio Freies Ertrus (2030), Heinrich Bauer Verlag KG, Hamburg 2000, DNB 1058082515. - Morkheros Galaxis (2049), Heinrich Bauer Verlag KG, Hamburg 2000, DNB 1058082604. - Das Sternenfenster (2100), Heinrich Bauer Verlag KG, Hamburg 2001, DNB 1045341061. - Die große Konjunktion (2147), Heinrich Bauer Verlag KG, Hamburg 2002, DNB 1045340251. - Paradimjäger (2149), Heinrich Bauer Verlag KG, Hamburg 2002, DNB 1045340111. - Raumschiff LEUCHTKRAFT (2159), Heinrich Bauer Verlag KG, Hamburg 2003, DNB 1045340189. - Anguelas letzter Tag (2174), Heinrich Bauer Verlag KG, Hamburg 2003, DNB 1045340189. - Der Sternenbastard (2200), Heinrich Bauer Verlag KG, Hamburg 2003, DNB 1047436078. - Der Bionische Kreuzer (2228), Heinrich Bauer Verlag KG, Hamburg 2004, DNB 1047436035. - Letoxx der Fälscher (2242), Heinrich Bauer Verlag KG, Hamburg 2004, DNB 1047436000. - Zeuge der Zeit (2250), Heinrich Bauer Verlag KG, Hamburg 2004, DNB 104743590X. - Vorboten des Chaos (2300), Heinrich Bauer Verlag KG, Hamburg 2005, DNB 104533992X. - Das Wunder von Terra (2336), Heinrich Bauer Verlag KG, Hamburg 2006, DNB 1045339881. - Zielzeit (2400), Heinrich Bauer Verlag KG, Hamburg 2007, DNB 1059849100. - Evolux (2450), Heinrich Bauer Verlag KG, Hamburg 2008, DNB 1059849003. - Aufbruch der LEUCHTKRAFT (2538), Heinrich Bauer Verlag KG, Hamburg 2010, DNB 1171613695. |

### Perry-Rhodan-Taschenbücher
- Der Alpha-Asteroid (289), Moewig, Rastatt 1987, ISBN 3-8118-5137-3.
- Im Zentrum der Nacht (303), Moewig, Rastatt 1988, ISBN 3-8118-5151-9.
- Scitt, der Zwerg (316), Moewig, Rastatt 1989, ISBN 3-8118-5164-0.
- Die Piratin und der Dieb (329), Moewig, Rastatt 1990, ISBN 3-8118-5177-2.
- Die Blinde von Olymp (338), Moewig, Rastatt 1991, ISBN 3-8118-5186-1.
- Die Ferrol-Dolche (346), Moewig, Rastatt 1992, ISBN 3-8118-5194-2.
- Abstieg in die Tiefe (356), Moewig, Rastatt 1992, ISBN 3-8118-5204-3.
- Die größte Show im Universum (364), Moewig, Rastatt 1992, ISBN 3-8118-5212-4.
posthum neu erschienen als Die Show der Sterne (Taschenheft 2)
- Terra in Trance. Der Gott der Simusense – ein Mann kämpft gegen die Herrscher der Träume (368), Heyne, München 1993, ISBN 3-453-07133-6.
- Die Toleranz-Revolution (376), Heyne, München 1993, ISBN 3-453-07618-4.
- Raumpiloten (415), Burgschmiet, Nürnberg 1998.